# 조경 (원수)
조경(曹冏, ? ~ ?)은 위(魏)나라의 황족으로, 자는 원수(元首)이며 예주(豫州) 패국(沛國) 초현(譙縣) 사람이다.

## 생애
조숙흥(曹叔興)의 후손이며, 조방(曹芳)의 족조이다. 홍농태수(弘農太守)를 지냈다.
저서로 《육대론(六代論)》이 있으며, 전문이 《문선(文選)》에 수록되어 현전한다.